# Tarachodes tananus
Tarachodes tananus es una especie de mantis de la familia Tarachodidae.

## Distribución geográfica
Se encuentra en Kenia.